# أهولمينغ
بَلدَة أَهُولمِينغٌ (بالأَلمانِيَّة: Gemeinde Aholming) هي بَلدَة أَلمانِيَّة في مِنطَقَة دِيغيِندُورف التَّابِعة لمُحافظة باڤارِيا السُّفلى في وِلاَية باڤارِيا في جُمهُوريَّة أَلمَانيَا الاِتّحاديّة بمِساحة تُقَدَّر بحَوالَي 29 كم².

## وُصلات خارجيّة
- الصّفحة الرّسميّة لِبَلدَة أَهُولمِينغٌ (باللُّغَةُ الألمانِيّة).

## مَراجع
1. ↑  Statistisches Bundesamt, ed. (1983). Historisches Gemeindeverzeichnis für die Bundesrepublik Deutschland (بالألمانية). p. 605. ISBN:978-3-17-003263-7. OL:2782049M. QID:Q15717603.
2. 1 2  Bayerisches Landesamt für Statistik, ed. (1991), Amtliches Ortsverzeichnis für Bayern (بالألمانية), München: Bayerisches Landesamt für Statistik, p. 164, QID:Q15707237
3. ↑  "Alle politisch selbständigen Gemeinden mit ausgewählten Merkmalen am 31.12.2018 (4. Quartal)" (بالألمانية). Statistisches Bundesamt. Archived from the original on 2019-03-10. Retrieved 2019-03-10.
4. ↑  Alle politisch selbständigen Gemeinden mit ausgewählten Merkmalen am 31.12.2023 (بالألمانية), Statistisches Bundesamt, 28. Oktober 2024, QID:Q131220759, Archived from the original on 17 November 2024 {{استشهاد}}: تحقق من التاريخ في: |publication-date= (help)
5. ↑  GeoNames (بالإنجليزية), 2005, QID:Q830106